# Putnam (Oklahoma)
Putnam é uma cidade  localizada no estado norte-americano de Oklahoma, no Condado de Dewey.

## Demografia
Segundo o censo norte-americano de 2000, a sua população era de 46 habitantes.
Em 2006, foi estimada uma população de 44, um decréscimo de 2 (-4.3%).

## Geografia
De acordo com o United States Census Bureau tem uma área de
0,3 km², dos quais 0,3 km² cobertos por terra e 0,0 km² cobertos por água. Putnam localiza-se a aproximadamente 598 m acima do nível do mar.

## Localidades na vizinhança
O diagrama seguinte representa as localidades num raio de 32 km ao redor de Putnam.